# Ulica Ogarna w Gdańsku

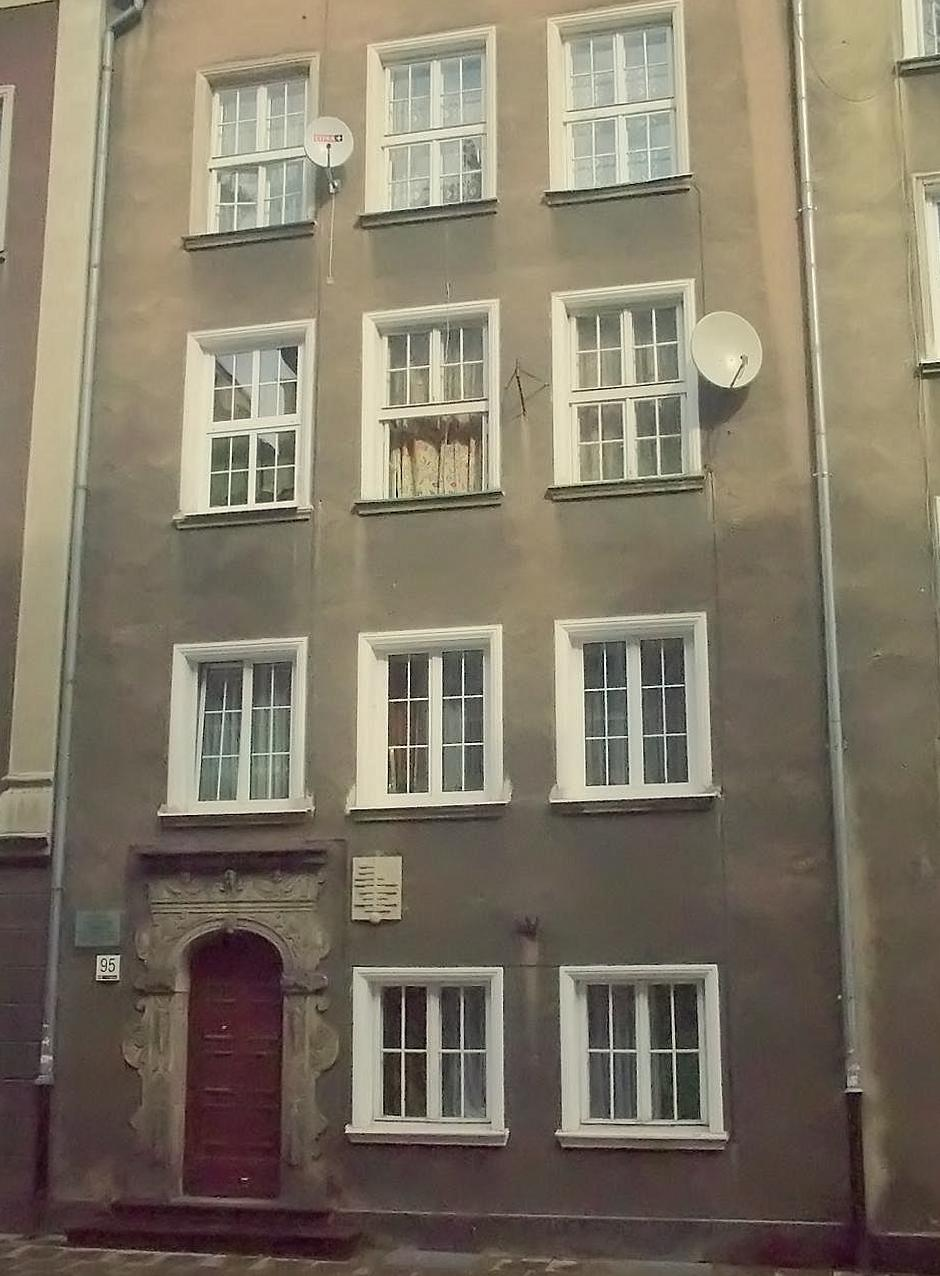
Dom Fahrenheitów przy ul. Ogarnej 95

Ulica Ogarna (dawniej platea Canum, ulica Psia, niem. Hundegasse) – jedna z ulic w Gdańsku na Głównym Mieście.

## Historia
Najstarsze wzmianki o ulicy pochodzą z 1336 jako "platea Braseatorum", czyli ulica Browarnicza i nawiązują do osiadłego na skraju Głównego Miasta wówczas licznego cechu niderlandzkich browarników, około 73 w 1416. Od 1620 przy tej ulicy mieścił się cech browarników.
Obecna nazwa ulicy pochodzi od starego gdańskiego zwyczaju wyprowadzania o zmroku sfory psów z psiarni miejskiej na Wyspę Spichrzów przez dzisiejszą "ulicę Ogarną", "Krowią Bramę" i most zwodzony nad Starą Motławą w celu ochrony znajdujących się tam magazynów (nocą mosty zwodzone Gdańska podnoszono, bramy miejskie zamykano a "Wyspa Spichrzów" pozostawała pod ochroną psów). Po kilku nieszczęśliwych wypadkach zwyczaju zaniechano a ochronę portowych spichrzów powierzono dodatkowym umocnieniom bram miejskich.
Ulica zaczyna się przy skrzyżowaniu z ul. Garbary przy południowo-zachodnim narożniku dawnych umocnień Głównego Miasta i przebiega wzdłuż południowej krawędzi głównomiejskich umocnień (m.in. Baszta Narożna i pozostałości starych obwarowań w ciągu ulicy "Za Murami"), aż do Bramy Krowiej nad Starą Motławą. W domu przy ul. Ogarnej (obecnie nr 95) urodził się gdański fizyk Gabriel Fahrenheit. Pod numerem 17 mieścił się hotel "Monopol".

## Kamieniczki
Znajduje się przy niej ponad 120 kamieniczek, utrzymanych w różnych stylach architektury (w większości odbudowanych po II wojnie światowej). Do ciekawszych należą:
- ul. Ogarna 27, bud. b. hotelu Germania, obecnie Biblioteki Brytyjskiej i Centrum Herdera przy Uniwersytecie Gdańskim
- Dom Pod Złotą Gołębicą
- Domy Browarników
- "Gdański Pałac Młodzieży"

Większość z około 120 kamienic znajdujących się przy ulicy uległa zniszczeniu w 1945. Po wojnie ulica została zabudowana budynkami mieszkalnymi dla przodowników pracy, bez usług. Zrezygnowano z odbudowy szeregu obiektów, np. Dworu Miejskiego, który stał w miejscu obecnego placu Tadeusza Polaka, a także ulic Tylnej i Służebnej znajdujących się na tyłach Ogarnej. Nie odbudowano też przedproży i przybudówek.